# 2 (album B1A4)
2 – drugi japoński album studyjny południowokoreańskiej grupy B1A4, wydany 19 marca 2014 roku. Został wydany w trzech wersjach: regularnej i dwóch limitowanych. Album był promowany przez singel: Ige musun iriya ~nande? Dōshite? (jap. イゲ ムスン イリヤ ～なんで?どうして?).
Album osiągnął 9 pozycję w rankingu Oricon i pozostał na liście przez 4 tygodnie, sprzedał się w nakładzie 15 925 egzemplarzy.

## Lista utworów
| CD           | | | |      |
| Nr           | Tytuł | Słowa | Muzyka | Czas |
| 1.           | "Believe In Love" | Gorō Matsui | Christian Wahlberg, Christian Fast, Lisa Desmond                                                                             | 3:30 |
| 2.           | "Hoshikage no uta" (jap. 星影のうた) -Japanese ver.-                                                                         | Baro, 우리형과내동생, MEG.ME                                                                                                 | 우리형과내동생 | 3:41 |
| 3.           | "Angel Eyes" | Baro, B&C Factory | Brad.K, Cashmir, Bitcrusher                                                                                                  | 4:58 |
| 4.           | "HEY!!" | Baro, mk* | GK, Norimichi Kokubo | 4:17 |
| 5.           | "Aruite miru" (jap. 歩いてみる) -Japanese ver.-)                                                                             | Jinyoung, Baro, B&C Factory                                                                                                  | Jinyoung | 3:41 |
| 6.           | "Yesterday" -Japanese ver.-                                                                                                  | Baro, Lim Su-ho, Seo Yong-bae, MEG.ME                                                                                        | Lim Su-ho, Seo Yong-bae | 3:39 |
| 7.           | "Ige musun iriya ~nande? Dōshite?" (jap. イゲ ムスン イリヤ ～なんで?どうして?)                                              | Jinyoung, Baro, B&C Factory                                                                                                  | Jinyoung | 4:06 |
| 8.           | "YOU ARE MY GIRL" -Japanese ver.-                                                                                            | Baro, 우리형과내동생, MEG.ME                                                                                                 | 우리형과내동생 | 3:48 |
| DVD (lim. A) | | | |      |
| Nr           | Tytuł | Tytuł | Tytuł | Czas |
| 1.           | "Ige musun iriya ~nande? Dōshite?" (jap. イゲ ムスン イリヤ ～なんで?どうして?) (Japanese ver.) (Music Video + Making Movie) | "Ige musun iriya ~nande? Dōshite?" (jap. イゲ ムスン イリヤ ～なんで?どうして?) (Japanese ver.) (Music Video + Making Movie) | "Ige musun iriya ~nande? Dōshite?" (jap. イゲ ムスン イリヤ ～なんで?どうして?) (Japanese ver.) (Music Video + Making Movie) |      |